# ドリブル (バスケットボール)

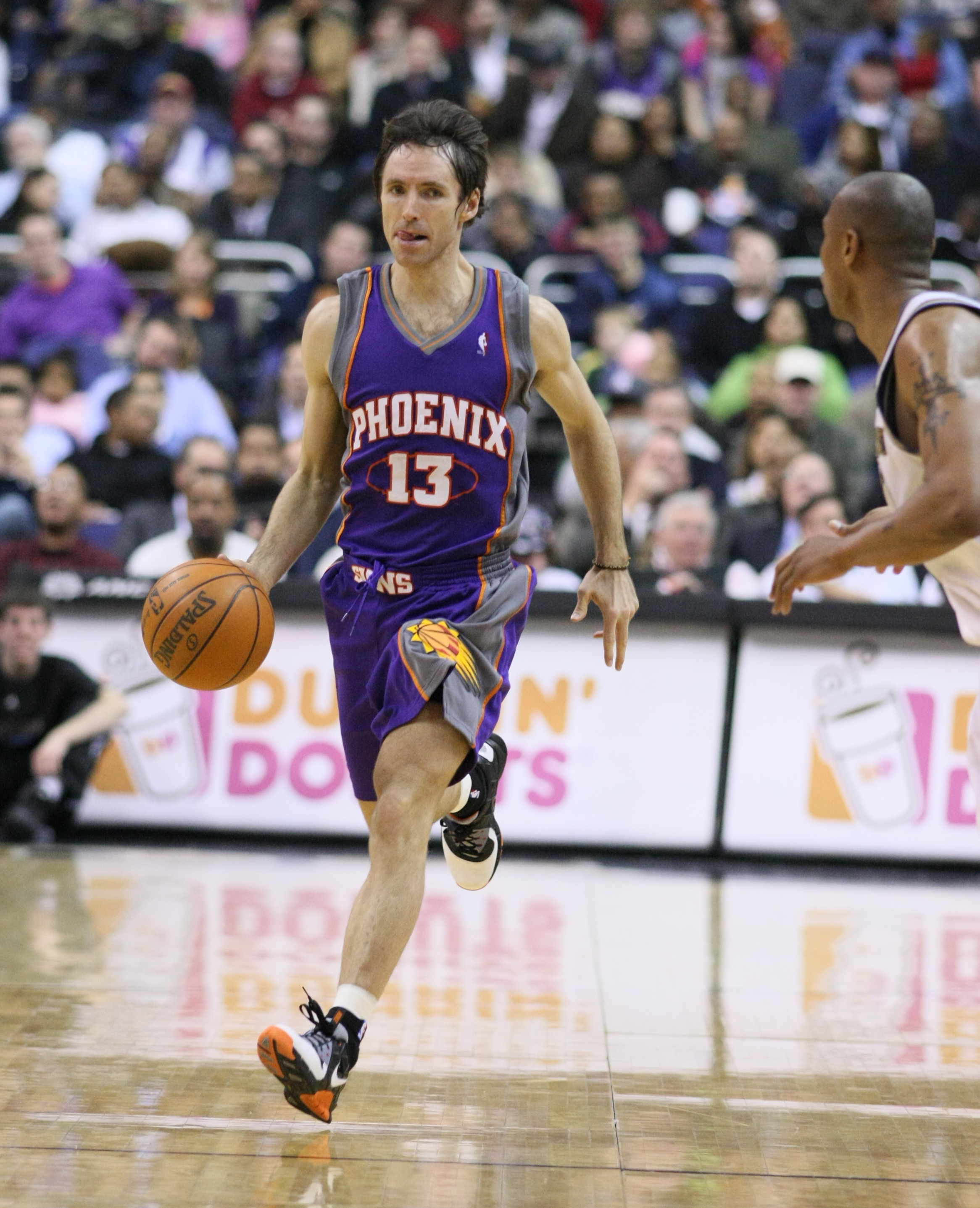
NBA スティーブ・ナッシュのドリブル

バスケットボールにおいてドリブル (Dribble) とは、ボールを保持しているプレーヤーが、ボールを手に掴んだ状態で規定歩数以上動く行為が禁止されているため、ボールを保持したままコート上で移動する手段として、進行方向の地面にボールを上から掌を使って叩きつけて跳ねさせ、これを連続的に行ってボールとともに選手が移動するプレー。後述の分類を組み合わせて、ドリブルの種類を表現することが出来る。
例）クロスオーバーレッグスルードリブル

## 定義
ドリブルとは、プレーヤーのコントロール下で、フロアーにボールを投げたり、タップする事によりフロアーで弾ませることにで起こるボールの動きのこと。

### ドリブルの開始
プレーヤーが自ら、フロアーにボールを投げたり、タップしたとき。（両手でも始めることはできる。）

### ドリブルの継続
ドリブルを開始し、フローアーに接触バウンドしたボールを上方から片手でフロアー方向へタップする。移動の歩数、ドリブルの回数に制限はなく、これを繰り返す事ができる。

### ドリブルの終了
ドリブラーの次の行為によりドリブルは終了する。（終了するだけで、この時点ではヴァイオレーションの発生はない。）
- ボールを両手で同時に触れる。
- 片手でも、掴んだり、下から支え持ったり(掌が真上を向いた状態でボールが止まる事)してボールの動きを停止させる。
- ボールがフロアーに接触する前にもう1回触る。
- 継続中に相手にボールをタップされたり、ファンブルしてボールコントロールを失う。

## ドリブル終了後のプレー
- 許容される範囲内でのステップ（ピボットを含む）
- フィールドゴール
- パス

## ドリブルに関する反則
- トラベリング
プレーヤーはドリブルすることなしにボールを保持し走ることはできない。ドリブルを開始する場合、ピボットが出来る状態の場合、ピボットフットがフロアーから離れる前、あるいはピボットが出来ない状態ではいずれかの足がフロアーから離れる前、にボールを離さなければならない。

- ステップアウト・オブ・バウンズ
ドリブル中のプレーヤは、たとえボールに手を触れていない時でも、バウンダリーラインを踏んだり越えてステップしてはならない。たとえボールが手から離れている状態で、インバウンドに戻っても、そのボールに触れれば、ヴァイオレイションとなる。空中のボールをリカバリーできるのは、インバウンドにいた他のプレーヤだけである。

- アウト・オブ・バウンズ
ドリブル中のボールがバウンダリーラインあるいはアウトオブバウンズに触れた場合。

- ダブル・ドリブル
ドリブルを終了後、再びドリブルを開始してはならない。ボールコントロールを失って、次のプレーの後には再度ドリブルが可能。
  - ショットがリング、バックボードに触れた後。
  - 相手チーム選手がボールに触れた後。
  - パス、あるいはファンブルの後、ボールがリング、ボード、他のプレーヤーに触れた後。

- イリーガル・ドリブル
ドリブル中、ボールを掴んだり、下から支えて移動したり、両手でボールに触れてから再開してはならない。
罰則
上記ヴァイオレイションを起こした地点に最も近いサイドラインから、相手チームのスローインとなる。

- 5秒ヴァイオレイション(back  to  five  seconds)（NBAルール）
フリースローライン延長線とエンドラインの間で、バスケットに背を向け、5秒を越えてドリブルキープすることは出来ない。カウントは次の時点で終了する。
  1. プレーヤーがボールを保持したとき。
  2. 指定区域を出たとき。
  3. ディフェンスプレーヤーによってボールが逸らされたとき。

罰則
フリスローライン延長上のサイドラインから、相手チームのスローインとなる。

## 技術的分類

### ボールの軌道、方向による分類
- ダックイン
姿勢を極端に低くして抜き去るドリブル。

- レッグスルー
ボールを股下に通してドリブルする。

- ビハインド・ザ・バック
背中側でドリブルする。

- プルバック
ボールを自分の進行方向の反対へ戻すようにドリブルする。

### 目的、技法による分類
- クロスオーバー
ドリブルしている左右の手を入れ替える。

- チェンジオブペース
ドリブルや移動の速度（ペース）を一定にせず、緩急を付けること。

- ターンムーブ（スピンムーブ）
ターンすること。

- ロッカーモーション
ディフェンスを前後に揺さぶり、間合いを詰めてきたところを抜き去るドリブル。

- パワードリブル
ボールを保持している状態で、ボールを両手で強くフロアーに投げつけて開始するドリブル。ペイントエリア内の密集地帯で、ドリブルで移動したい場合などに使用する。

## 技術的特徴
ドリブルを行う手の位置が高いとボールが掌と地面を移動する時間が長く、ボールを奪われやすい為、低い位置で小刻みにドリブルすることが良いとされる。そのため、小柄な選手にドリブルを得意とする選手が多い。バスケットボールではガードの選手が敵陣のコートまでボールを運ぶという役割を担うことが多いため、ガードの選手にはドリブルの上手い選手が好まれる。また、ドリブルでディフェンスを抜いてゴールへ迫ることを得意とするスモールフォワードやシューティングガードの選手も多く、そういったプレーをペネトレイション、ドライブなどと呼び、ドリブルでインサイドに切れ込んで得点することを得意とする選手をスラッシャーと呼ぶ。

## ドリブルの名手
- NBAプレーヤーでは、多彩なドリブルを操る多くの名選手がおり、現役選手では、カイリー・アービング、レブロン・ジェームズ、ジャマール・クロフォード過去にはマジック・ジョンソン、ジョン・ストックトン、アレン・アイバーソン等が有名である。
- また、トリッキーなドリブルで有名なのはワンハンドクロスオーバードリブル[1]のマヌ・ジノビリ、ピート・マラビッチ[2]等がいる。

## 練習法
ドリブルの練習法としては脚注（Pete Maravich - dribbling drills）が参考になる。